# Айдарська тераса-2
Айдарська тераса-2 — один з об'єктів природно-заповідного фонду Луганської області, лісовий заказник місцевого значення.

## Розташування
Лісовий заказник розташований в Новоайдарському районі Луганської області, на території Новоайдарського лісництва Державного підприємства «Новоайдарське лісомисливське господарство». Координати: 49° 01' 50" північної широти, 38° 56' 03" східної довготи.

## Історія
Лісовий заказник місцевого значення «Айдарська тераса-2» оголошений рішенням виконкому Ворошиловградської обласної ради народних депутатів № 300 від 12 липня 1980 р. (в. ч.), № 247 від 28 червня 1984 р.

## Загальна характеристика
Лісовий заказник «Айдарська тераса-2» загальною площею 92,0 га являє собою ділянку дубових насаджень природного походження, що розташовані на лівому березі річки Айдар, яка оточує насадження з трьох сторін.
Мікрорельєф заказника включає до себе западини, улоговини та стариці, що чергуються з низинами озер та боліт. Ґрунти — лучні суглинисті та легкосуглинисті різного ступеня солонцюватості.

## Рослинний світ
В заповідному урочищі домінують деревні породи дубу звичайного, береста, ясена зеленого, кленів польового і татарського. З трав'яних рослин і чагарників тут зростають: конвалія травнева, проліска сибірська, підмаренник чіпкий, ожина, купина лікарська, комиш, різні види осок, латаття біле та інші.

## Тваринний світ
Фауна заповідного урочища представлена ссавцями: сарною, єнотом уссурійським, лисицею звичайною, зайцем-русаком, свинею дикою. З птахів мешкають: соловейко, дрізд, синиця, яструб-перепелятник, яструб-тетерев'ятник, болотяний лунь, осоїд, сич, дятел звичайний, чирок-свистунок, чирок-тріскунок, качка сіра та інші.

## Галерея

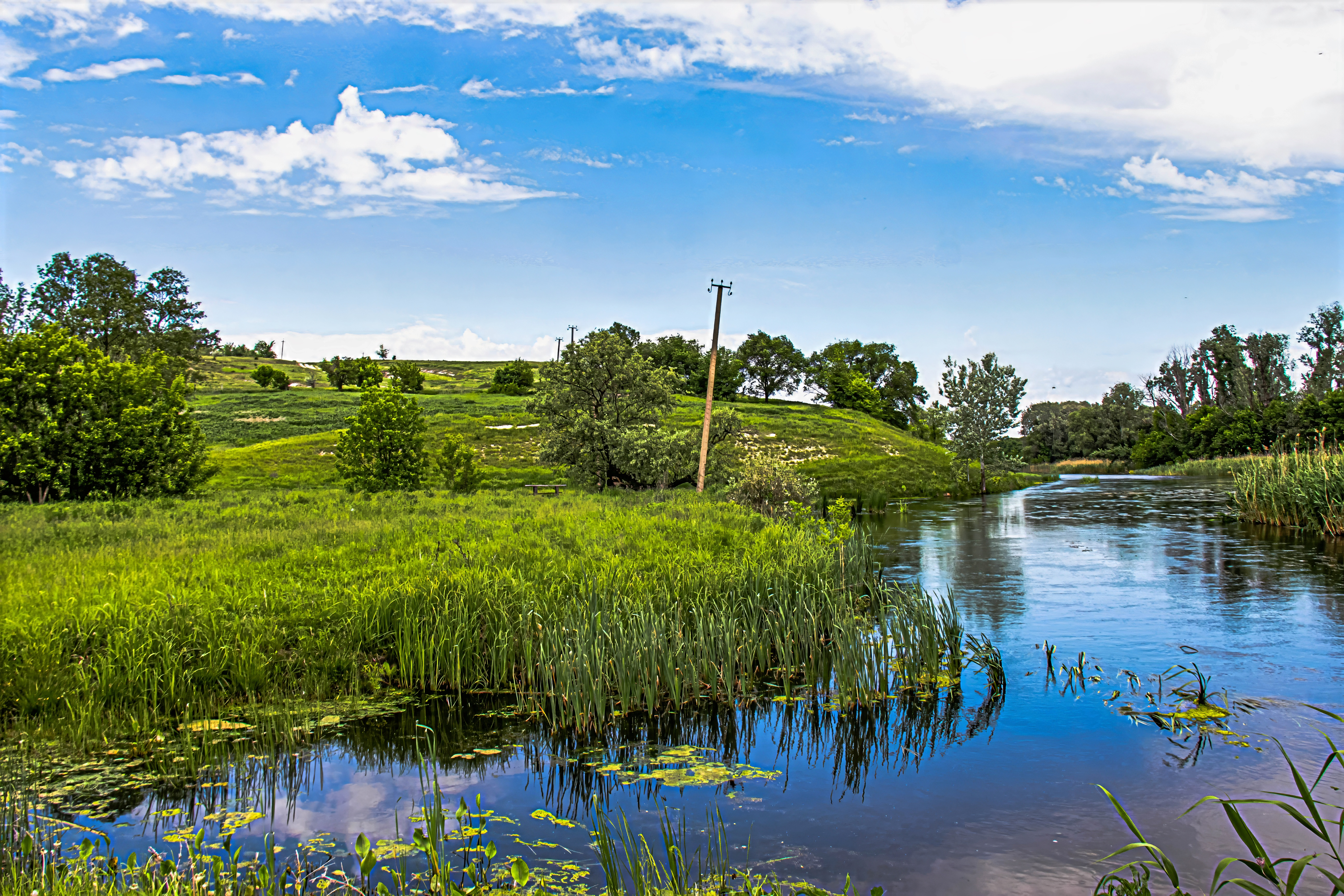
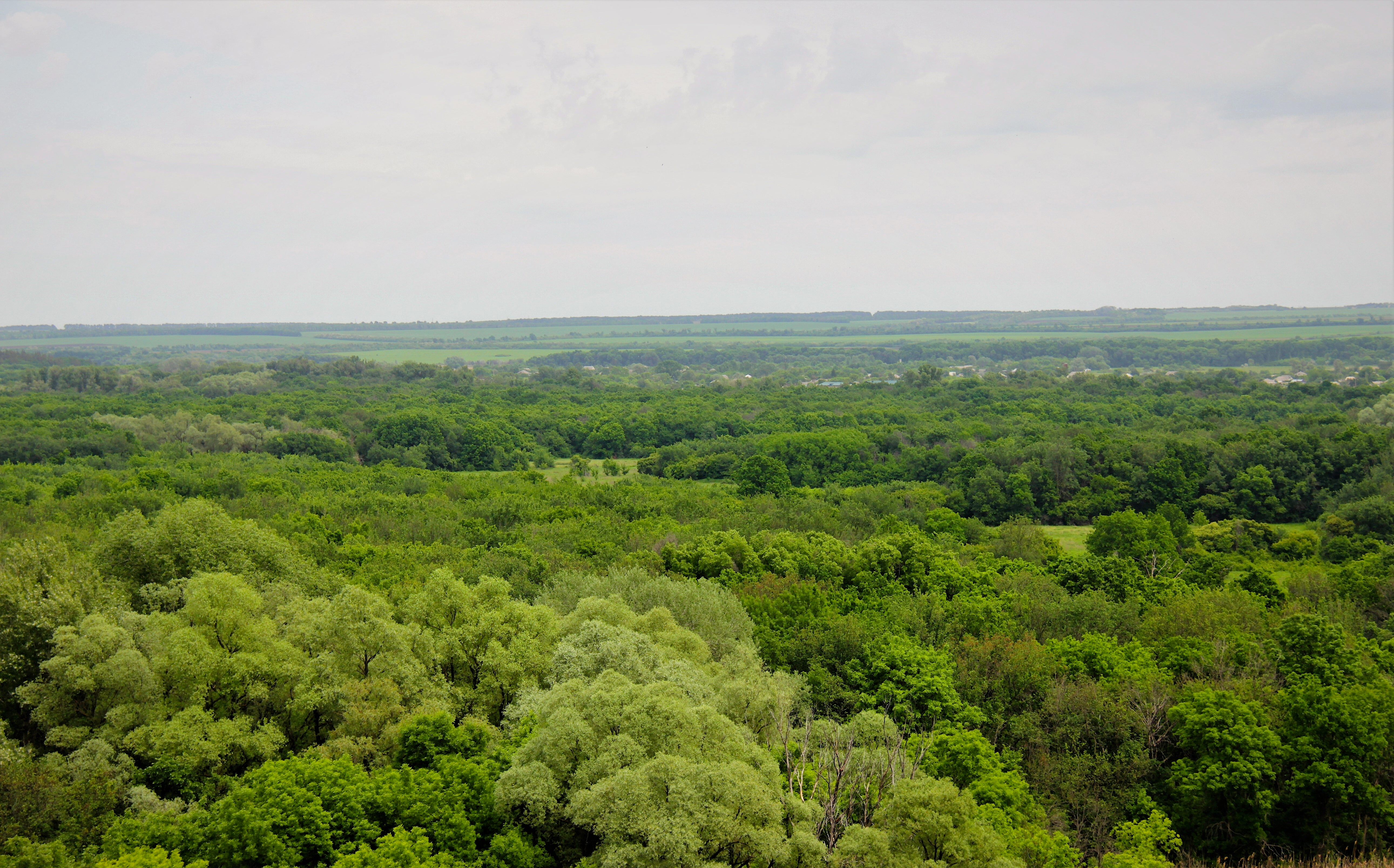
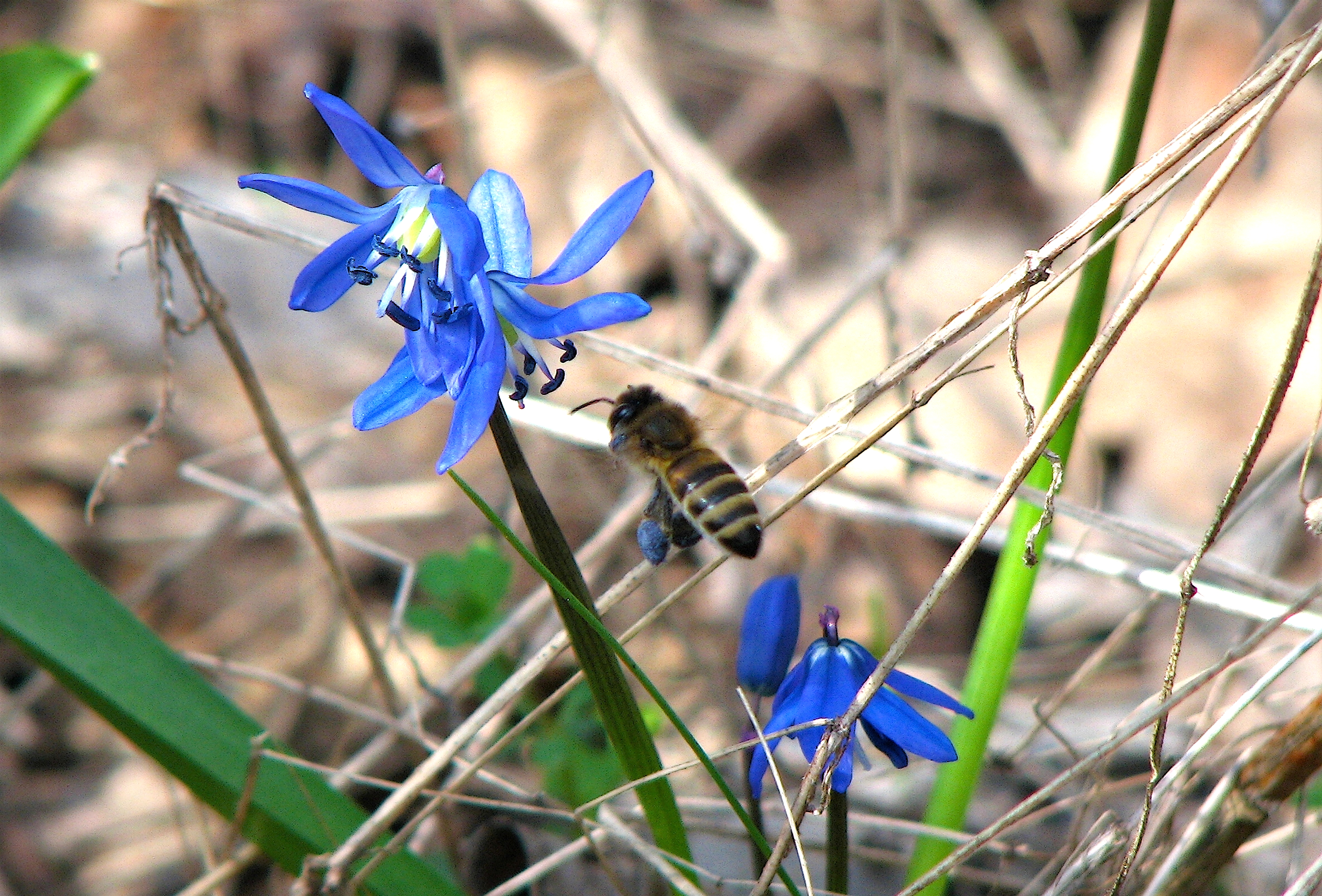
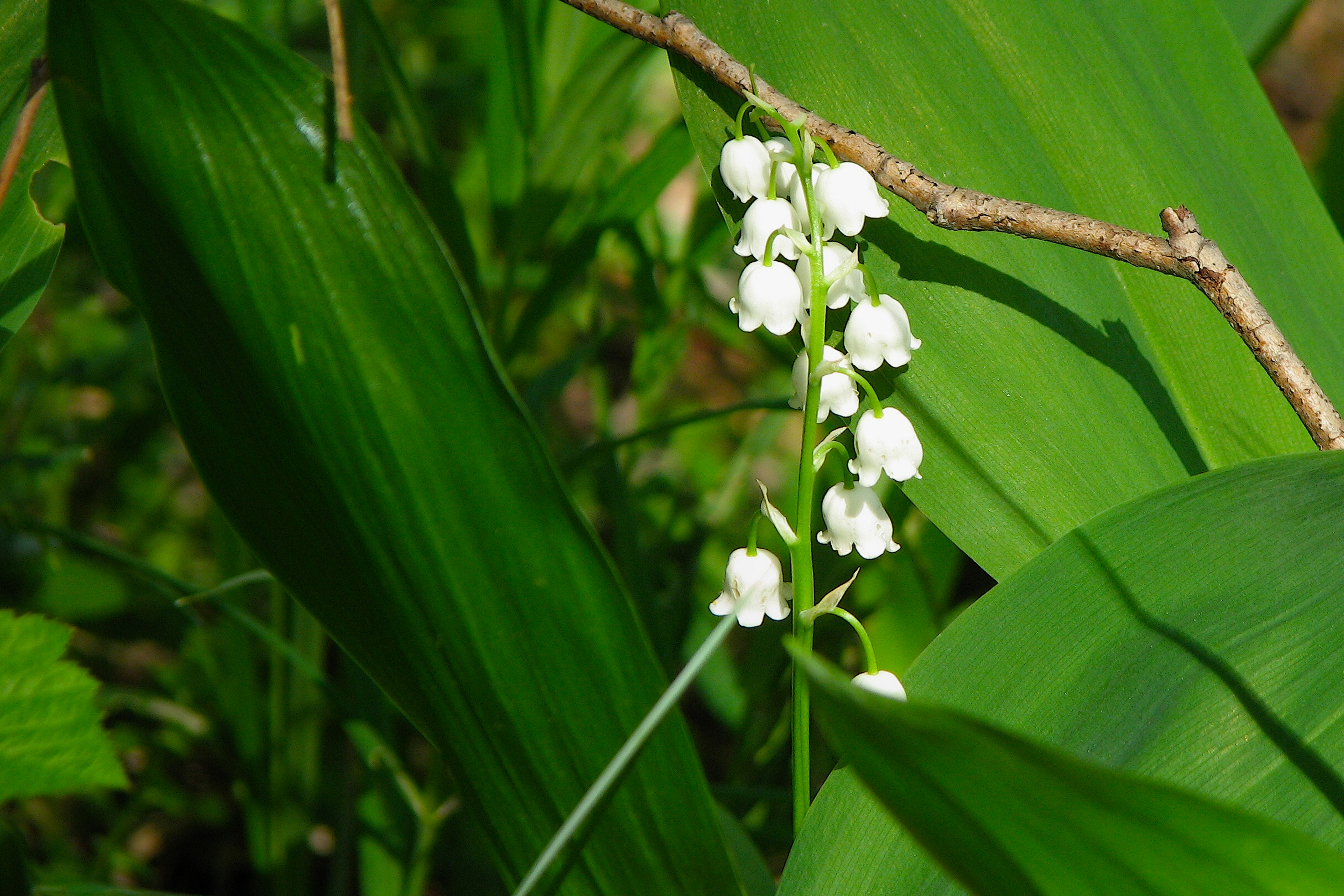